# Panorering (fotografering)

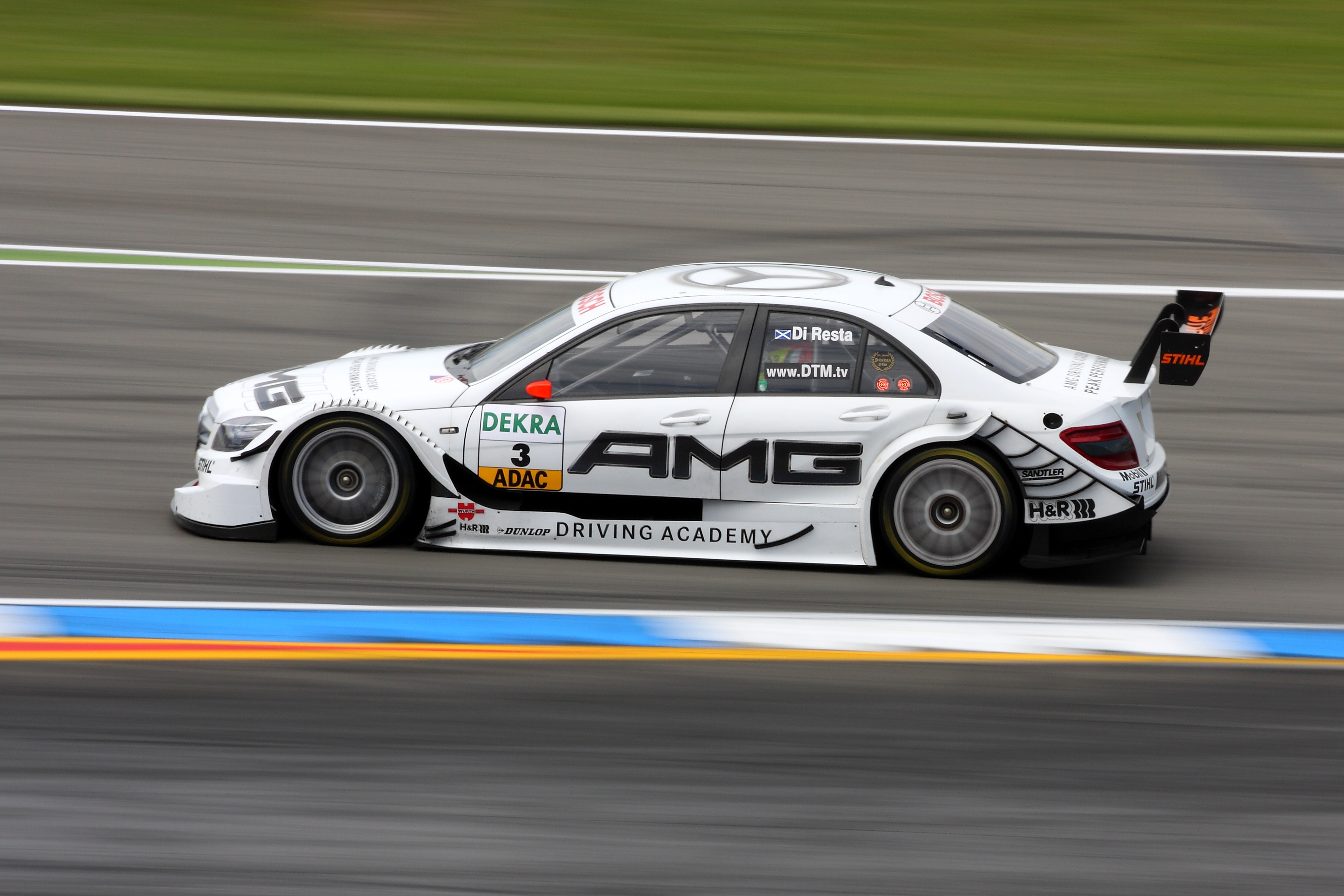
Exempel på panorering (slutartid: 1/80)

Panorering

Panorering vid stillbildsfotografering betyder att man med kameran följer ett föremål som rör sig. Kameran flyttas i samma riktning och i samma hastighet som föremålet rör sig. På den bild man skapar blir då föremålet skarpt och bakgrunden suddig. Detta är en teknik för att skapa rörelse i den fotografiska bilden.